# Carita (plaats)
Carita is een bestuurslaag in het regentschap Pandeglang van de provincie Banten, Indonesië. Carita telt 3593 inwoners (volkstelling 2010).